# Carl Michael Bellman, volym 2 (album av Sven-Bertil Taube)
Carl Michael Bellman, volym 2 från 1963 är ett musikalbum av Sven-Bertil Taube där han sjunger sånger ur Fredmans epistlar av Carl Michael Bellman. Ulf Björlin är arrangör och dirigent.
Albumet är en uppföljare till Taubes album Carl Michael Bellman från 1960. De två albumen gavs 1987 ut på en cd (Fredmans Epistlar & Sånger sjungna af Sven-Bertil Taube) av EMI. Spår 9 från volym 1 ("Uppskovs utslag i saken") och spår 4, 6, 11, 12 från volym 2 saknas på denna cd.

## Låtlista
Samtliga sånger är skrivna av Carl Michael Bellman om inget annat anges.
1. Epistel nr 4: Hej musikanter ge valthornen väder – 1:04
2. Epistel nr 45: Tjänare, Mollberg, hur är det fatt? – 3:36
3. Epistel nr 81: Märk hur vår skugga, märk Movitz mon frère! – 3:35
4. Epistel nr 40: Ge rum i bröllopsgåln – 3:28
5. Epistel nr 27: Gubben är gammal, urverket dras – 2:36
6. Epistel nr 21: Skyarna tjockna – 4:43
7. Epistel nr 38: Undan ur vägen – 3:28
8. Epistel nr 25: Blåsen nu alla – 5:10
9. Epistel nr 23: Ack, du min moder – 6:11
10. Epistel nr 50: Febus förnyar – 3:13
11. Ulla Winblad – 1:47
12. Häckningen (Johan Wikmanson/Carl Michael Bellman) – 6:52

## Medverkande
- Sven-Bertil Taube – sång (spår 1–10, 12)
- Birgit Nordin – sång (spår 11, 12)
- Stockholms barockensemble
  - Ulf Björlin – dirigent, cembalo
  - Bruno Lavér – fagott
  - Lars Almgren, Thore Janson – klarinett
  - Bengt Sundberg, Gunnar Wennberg, Ib Lanzky-Otto, Wilhelm Lanzky-Otto – valthorn
  - Alf Nilsson, Eric Björkhagen, Lars Olof Loman, Per Olof Gillblad – oboe
  - Per Olof Gillblad – oboe d’amore
  - Bengt Överström – flöjt, piccolaflöjt, blockflöjt
  - Per-Olof Johnson – gitarr
  - Christine Mölbach – harpa
  - Bertil Orsin, Hans Erik Westberg, Inge Lindstedt, Mairi Gillblad, Matla Temko, Mircea Saulesco, Tullo Galli – violin
  - Björn Sjögren, Per Rabe, Peter Döme – viola
  - Bengt Ericson, Lars Olof Bergström, Per Göran Skytt – cello
  - Göte Nylén, Tage Ekvall – kontrabas
  - Björn Liljekvist – trummor